# Vittoria alata di Brescia
La Vittoria alata di Brescia è una statua bronzea del I secolo d.C. conservata presso il Capitolium di Brescia, dove fu rinvenuta nel 1826 assieme ad altri bronzi romani. L'opera è uno dei simboli della città di Brescia.

## Storia e descrizione
Creduta in origine un'opera ellenistica eseguita verso la metà del III secolo a.C. da un maestro greco e poi rielaborata in età romana imperiale, in base agli studi condotti all'inizio del XIX secolo la statua fu riconosciuta come un pastiche, cioè un assemblaggio creato in età romana, probabilmente dopo il 69 d.C., sulla base di una fusione ellenistica precedente. Il nuovo restauro dell'Opificio delle Pietre Dure ha permesso di stabilire che la statua è stata fusa nel I secolo d.C. in una fucina del territorio e non è un assemblaggio di statue diverse ma nasce per essere una "Vittoria Alata". Il modello di riferimento è da identificare nell'Afrodite Urania del "tipo Cirene", ossia con la dea concepita in quella determinata variazione di atteggiamento che si ritrova nella statua omonima rinvenuta a Cirene. Altri dettagli, quali la torsione del busto e l'andamento delle braccia sono egualmente mutuati da opere greche del V-VI secolo a.C.. La figura veste un chitone fermato sulle spalle e un himation che ne avvolge gli arti inferiori. La gamba sinistra risulta lievemente sollevata poiché si ritiene che il piede poggiasse sull'elmo di Marte; a compimento dell'opera, sul capo fu posta un'agemina d'argento e rame a cingerne i capelli. In epoca romana furono aggiunte le ali, per trasformare l'opera nella dea Victoria; a Roma e Costantinopoli erano presenti opere simili (La Vittoria che incide uno scudo) nei fori imperiali. Dopo secoli di oblio, l'opera fu rinvenuta la sera del 20 luglio 1826, in parte smontata e accuratamente nascosta nell'intercapedine occidentale del Capitolium tra il tempio e il Cidneo, assieme a moltissimi altri pezzi bronzei tra cui la famosa serie di ritratti, probabilmente per far sì che durante le invasioni delle genti barbariche (Goti e Unni) non venisse fusa al fine di ricavarne delle armi. Questo spiega l'eccezionale stato di conservazione.
Con l'avvento della prima guerra mondiale la Vittoria, così come numerose altre opere del patrimonio artistico e culturale, fu trasferita a Roma su ordine del governo affinché, a titolo cautelativo, fossero preservate lontano dalle linee del fronte. Terminato il conflitto, il senatore Pompeo Gherardo Molmenti fu designato sottosegretario per le antichità e le belle arti con l'incarico di vegliare e assicurare che i capolavori richiamati a Roma tornassero nelle rispettive sedi d'origine; Molmenti in persona si fece carico del trasporto e del rientro della Vittoria a Brescia, avvenuto con una celebrazione solenne nel mese di aprile del 1920.
La statua fu concessa in prestito ed esposta, da novembre 1948 a marzo 1949, al museo Kunsthaus di Zurigo in occasione dell'esposizione-evento intitolata Kunstschätze der Lombardei. 500 vor Christus, 1800 nach Christus.
Prima ipotesi
Secondo i primi studi, venne formulata un'ipotesi su come la statua fosse giunta a Brescia. Secondo tale ipotesi, la statua sarebbe stata trasportata a Roma per volontà di Augusto dopo la morte di Cleopatra nel 29 a.C. e quindi da lui donata direttamente a Brixia in segno di benevolenza politica, forse in occasione del conferimento alla città del titolo di Colonia Augusta. L'opera, infine, sarebbe stata trasformata in Nike dopo la seconda battaglia di Bedriaco che aveva segnato l'affermazione di Marco Antonio Primo, luogotenente di Vespasiano, su Vitellio. Era stato proprio Vespasiano, dopo la battaglia che gli aveva consentito la salita al trono, a volere il monumentale rifacimento del foro e del tempio capitolino della città, e si era supposto che la rielaborazione della statua da Afrodite a Vittoria era da collocare in questa occasione. L'atteggiamento della dea sarebbe mutato quindi dalla vanità dello specchiarsi all'atto di scrivere con uno stilo un'iscrizione dedicatoria sullo scudo di Ares, andato poi perduto, mentre sulla schiena le sarebbero state montante le due grandi ali piumate.
Studi successivi
Il consenso sulla precedente ipotesi, rimasta a lungo quella predominante, s'affievolì in seguito ad ulteriori indagini eseguite mediante spettrofotometria XRF. Gli esami rivelarono infatti la mancanza di significative difformità tra le ali ed il corpo della statua, omogeneità che verosimilmente indicava che l'opera era nata da un unico processo costruttivo. La scultura fu oggetto d'analisi e studio, a cura di Edilberto Formigli e Andrea Salcuni, nell'ambito di un progetto di ricerca dell'Istituto di scienze archeologiche dell'Università Goethe di Francoforte. Nel luglio del 2018 l'opera fu affidata agli esperti dell'Opificio delle pietre dure, coadiuvati da specialisti incaricati dell'Università degli Studi di Roma "La Sapienza"; la statua fu sottoposta ad un restauro e fu oggetto di uno studio interdisciplinare congiunto che coinvolse archeologi, consulenti scientifici, ingegneri e restauratori.
Dopo il restauro, presso il Capitolium è stata realizzata una struttura – progettata dall'architetto spagnolo Juan Navarro Baldeweg che ne ha altresì ridisegnato l'allestimento – atta ad accogliere il monumento, dotata anche di un nuovo basamento antisismico.

## Dettagli

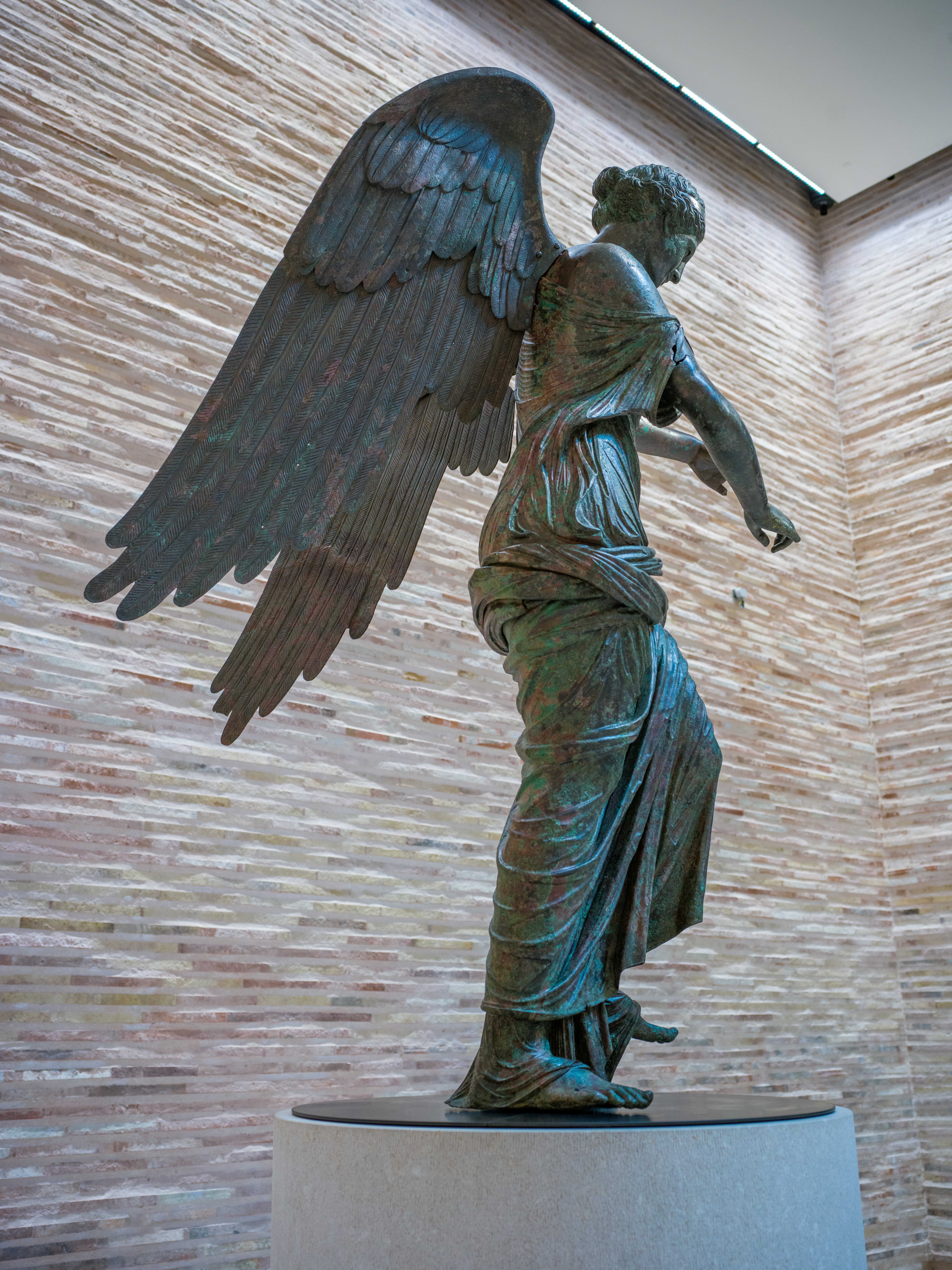
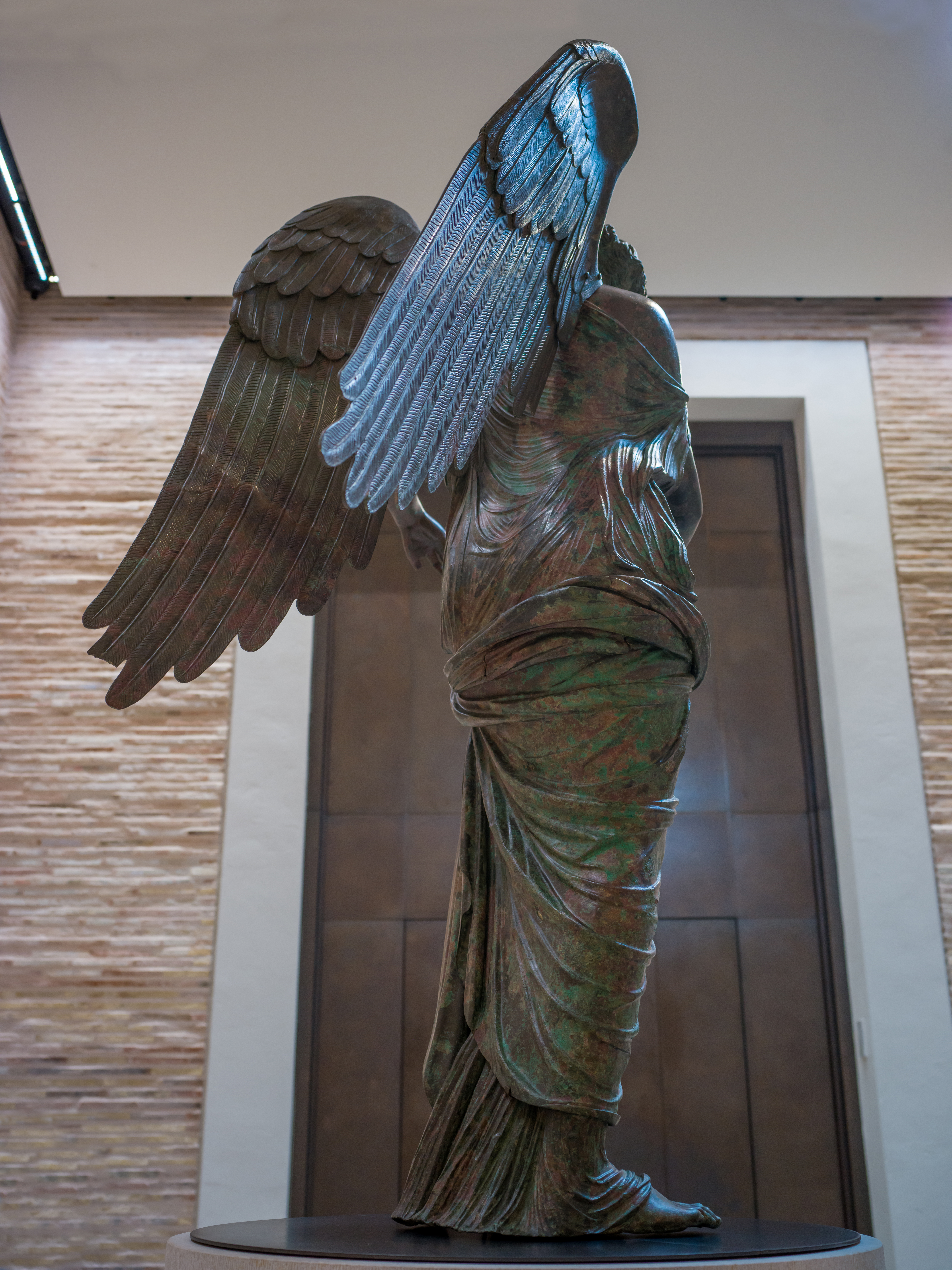
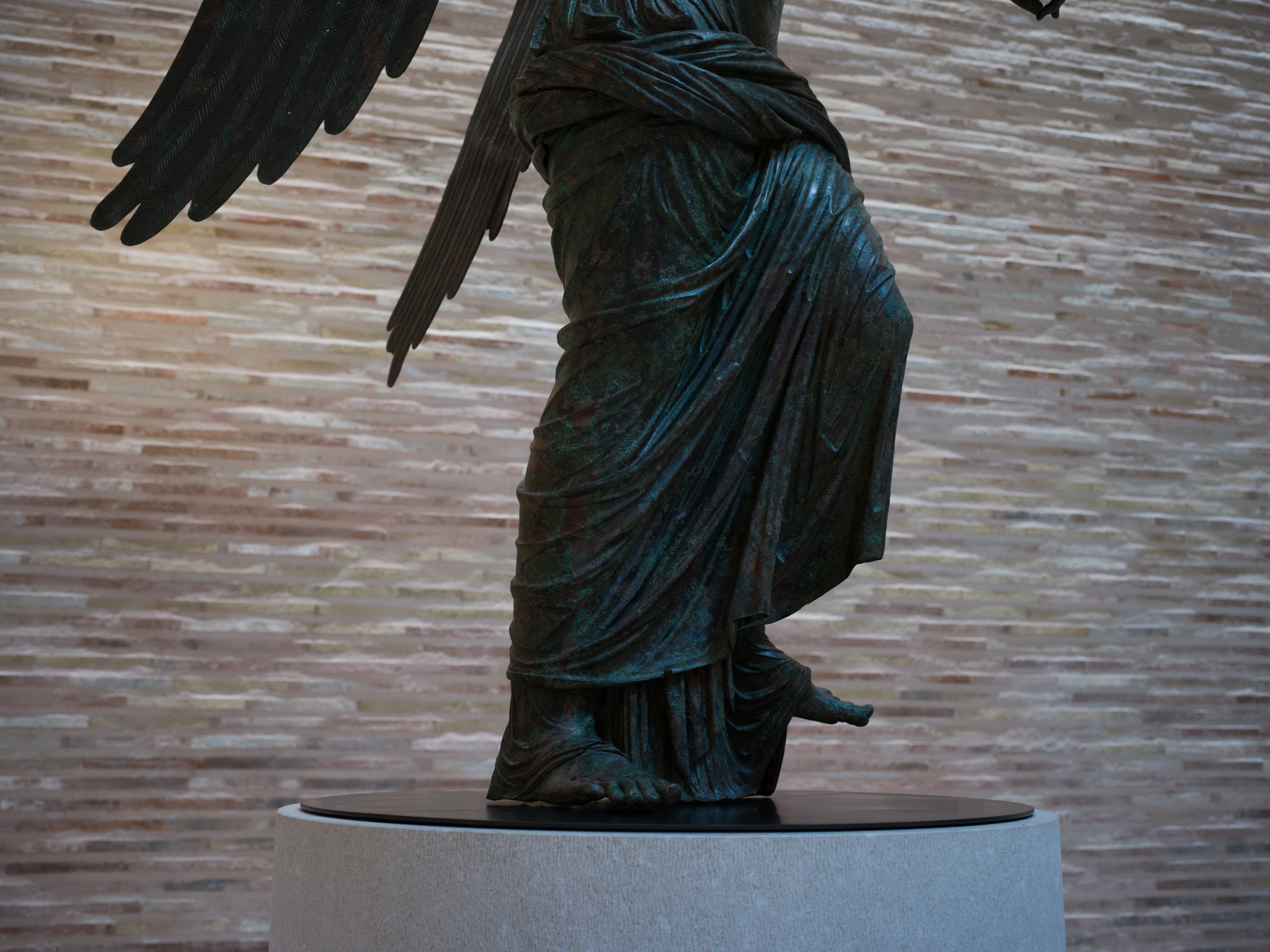
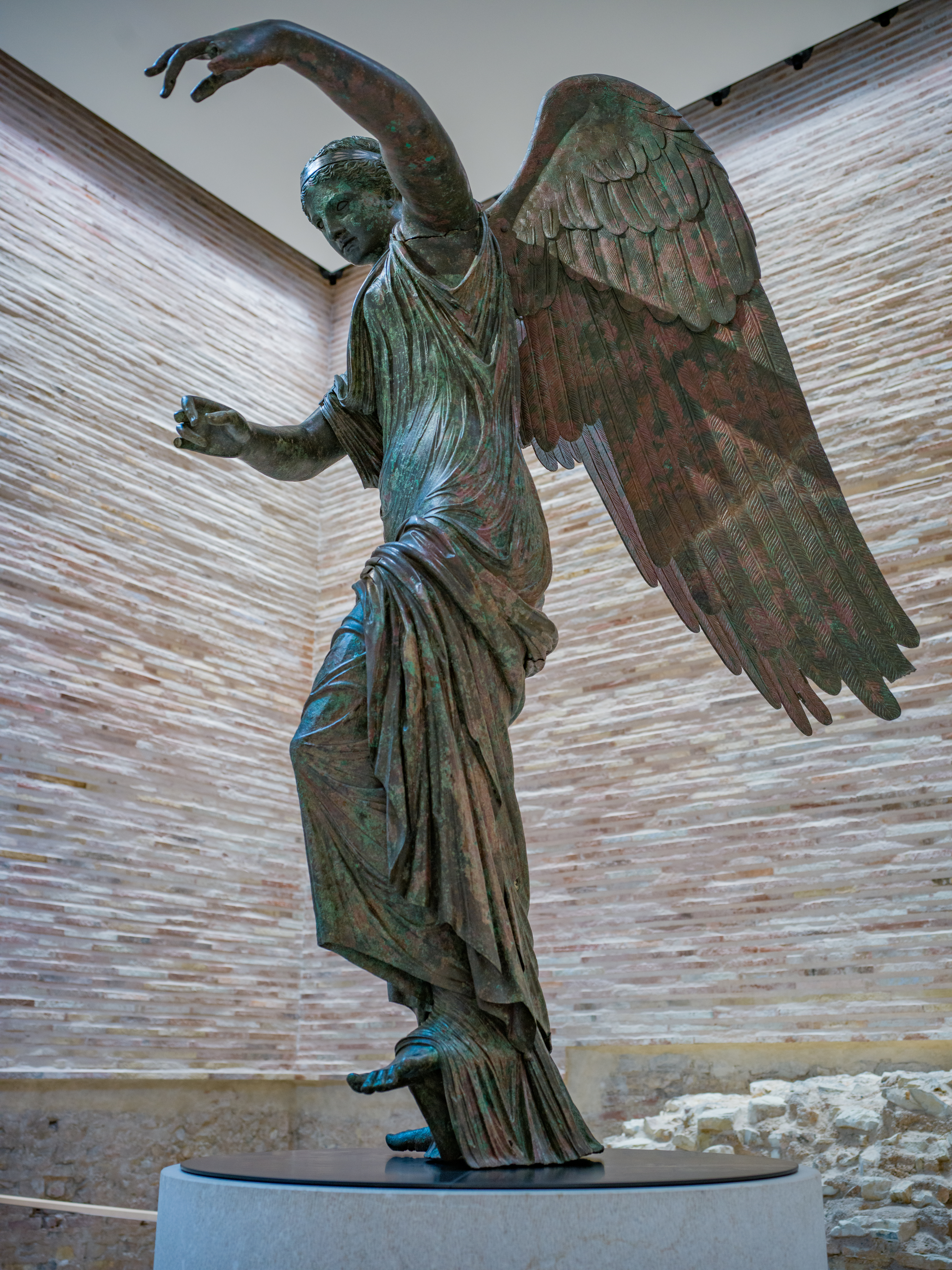

## La Vittoria alata di Brescia nel mondo
Italia
- Bologna: calco in gesso presso la gipsoteca del Museo civico archeologico
- Bolsena: riproduzione in bronzo dorato, sormonta la colonna in marmo del monumento ai caduti[20]
- Brescia: la Vittoria alata originale custodita nel Capitolium
- Brescia: copia conservata presso Palazzo della Loggia e originariamente destinata al presidente americano Woodrow Wilson[7][21]
- Brescia: riproduzione in bronzo del 1935, donata alla comunità da Roberto Ferrari[22], sita nel "chiostro della Memoria"[23][24] dell'antica chiesa dei Santi Cosma e Damiano
- Brescia: riproduzione, donata dal Rotary club, posizionata al centro della rotonda di via Labirinto[25]
- Carcare: riproduzione bronzea del 1919 ad opera di Paolo Enrico De Barbieri, parte del monumento ai caduti di piazza Guglielmo Marconi[26]
- Gardone Riviera: copia bronzea priva di ali, commissionata nel 1934 da Gabriele D'Annunzio allo scultore Renato Brozzi per essere collocata nel Tempietto della Vittoria presso il Vittoriale degli italiani[27]
- Isorella: riproduzione collocata in piazza Roma, dinnanzi al municipio[28]
- Passo del Tonale: copia creata negli anni 1920 dallo scultore Timo Bortolotti per il monumento alla Vittoria, poi integrato nel Sacrario militare del Tonale[29]
- Roma: calco presso il Museo della civiltà romana[30]
- Roma: copia presso Palazzo Chigi[31][32][33][34]
- Rovereto: riproduzione presso il museo storico italiano della guerra ospitato nel castello di Rovereto
- Trento: riproduzione in bronzo presso la Fondazione museo storico del trentino
- Santicolo di Corteno Golgi: riproduzione in bronzo sulla sommità del monumento ai caduti[35]

 Francia

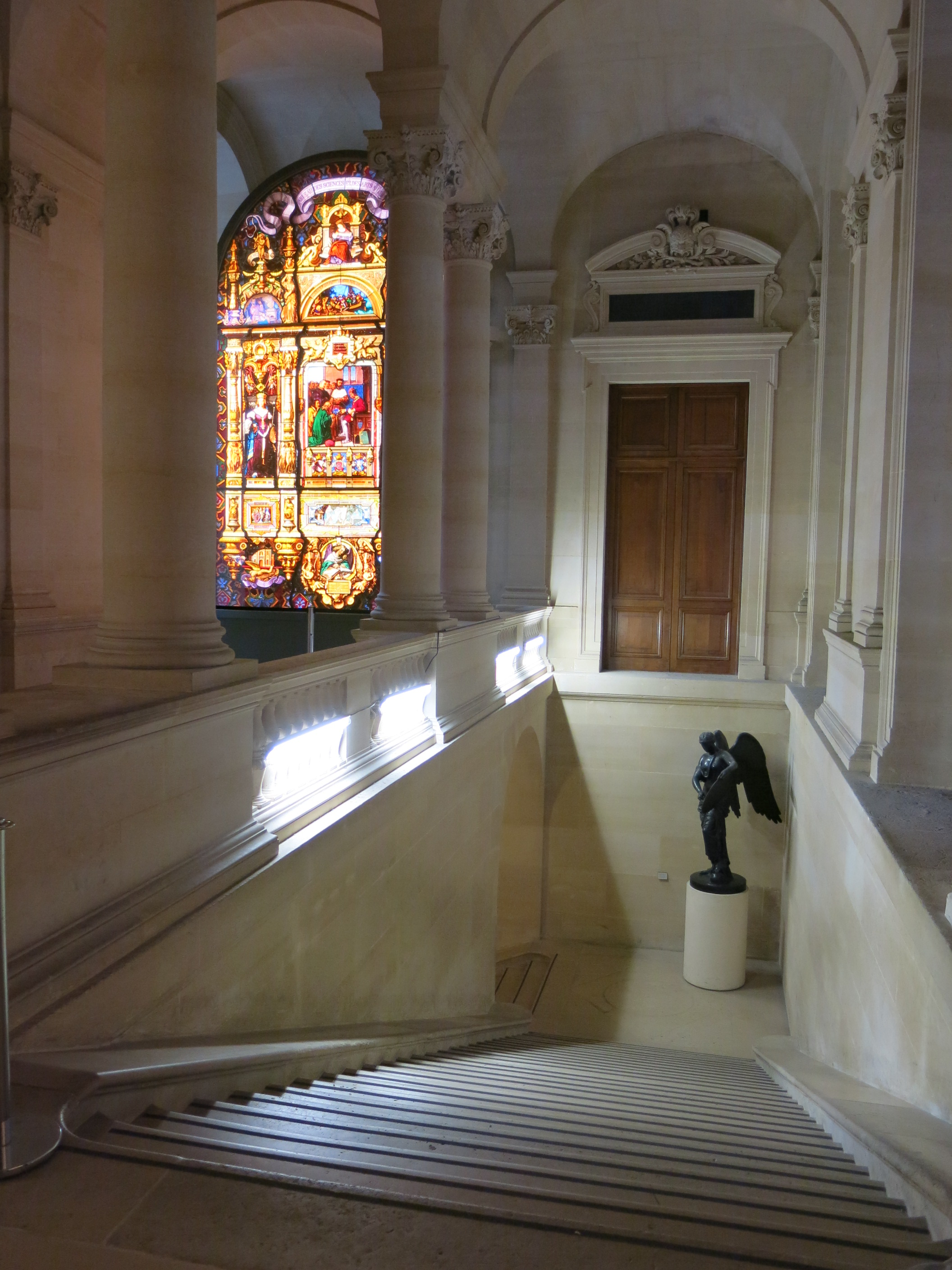
Riproduzione presso l'escalier Colbert nel Museo del Louvre a Parigi

- Parigi: riproduzione in bronzo lungo l'escalier Colbert nel Museo del Louvre. La copia fu fusa nel 1861 nello stabilimento parigino di "Eck et Durand" grazie al calco realizzato da Pietro Pierotti e donato dalla città di Brescia a Napoleone III dopo la vittoria nella battaglia di Solferino del 1859[36]
- Parigi: copia in gesso presso l'atrio della residenza privata di Napoleone Eugenio Luigi Bonaparte sita in avenue Montaigne[37]
- Versailles: calco in gesso ad opera di Pietro Pierotti, presso i depositi del Louvre, collocati nelle scuderie di Versailles

 Germania
- Berlino: copia in gesso presso la gipsoteca dei Musei statali di Berlino[38]
- Berlino: calco in gesso presso l'Abguss-Sammlung Antiker Plastik dell'Università libera di Berlino[39]
- Dresda: copia in gesso inviata all'Accademia di belle arti di Dresda nel 1873

 Regno Unito
- Cambridge: copia in gesso, acquistata da Louis Alexander Fagan[40] nel 1877, per la gipsoteca del Fitzwilliam Museum

 Rep. Ceca

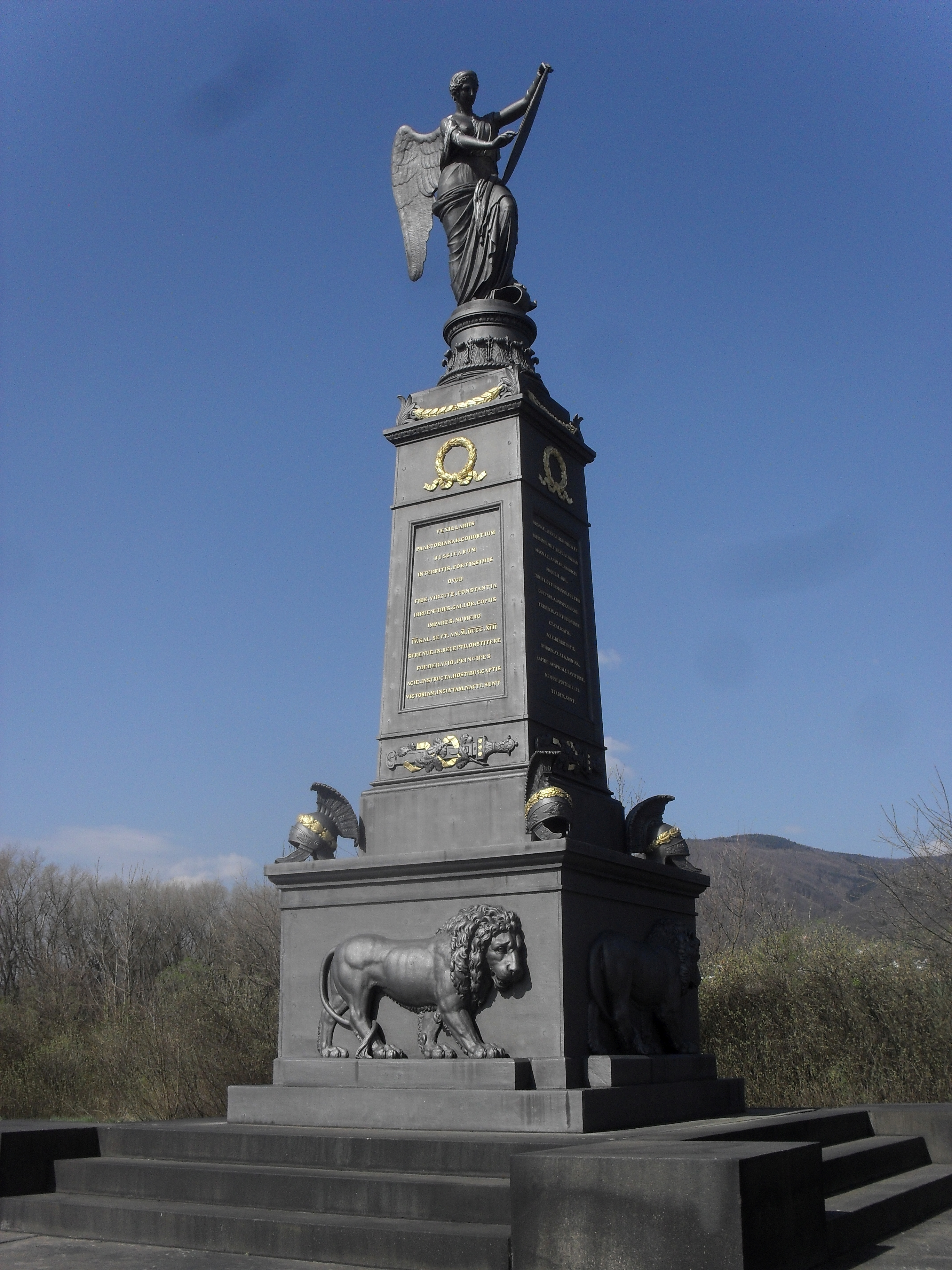
Riproduzione presso Přestanov in Repubblica Ceca

- Přestanov: riproduzione a grande scala in cima alla colonna del monumento, progettato dall'architetto Pietro Nobile nel 1836, celebrante la vittoria contro Napoleone Bonaparte in Boemia[41][42][43]

 Russia
- San Pietroburgo: presso il Museo Stieglitz

 Spagna
- Valladolid: replica in gesso concessa nel 1888 al Museo de reproducciones artísticas[44] di Madrid, laddove era collocata sino alla fine del 2011[45][46], allorquando il museo fu assorbito dal Museo nazionale di scultura di Valladolid

 Stati Uniti

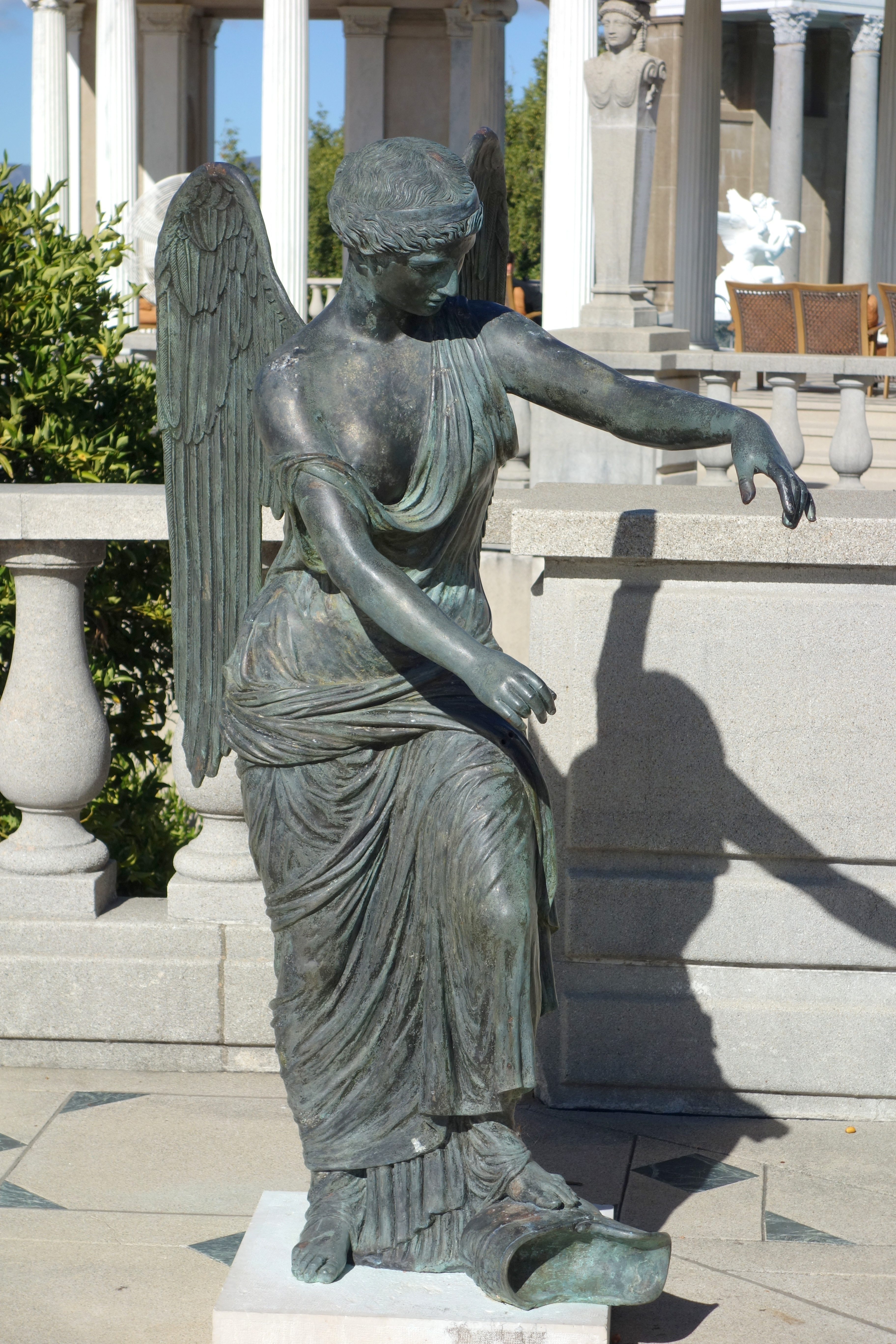
Riproduzione ad opera di Umberto Marcellini, presso il Castello Hearst in California

- Boston: presso il Museum of Fine Arts
- New York: calco in gesso presso il Metropolitan Museum of Art
- San Simeon: replica in bronzo presso il Castello Hearst in California, ad opera dello scultore Umberto Marcellini agli inizi del Novecento

 Svizzera
- Zurigo: Museo di Zurigo

## Nella cultura di massa

### Filatelia
La Vittoria di Brescia fu soggetto d'una serie di francobolli del Regno d'Italia, a opera di Alberto Repettati, per il terzo anniversario della vittoria nella battaglia di Vittorio Veneto. La serie, stampata dall'officina carte valori di Torino, fu emessa dalle Poste italiane il 1º novembre 1921 e parimenti  nelle colonie italiane di Eritrea, Libia e Somalia italiana.

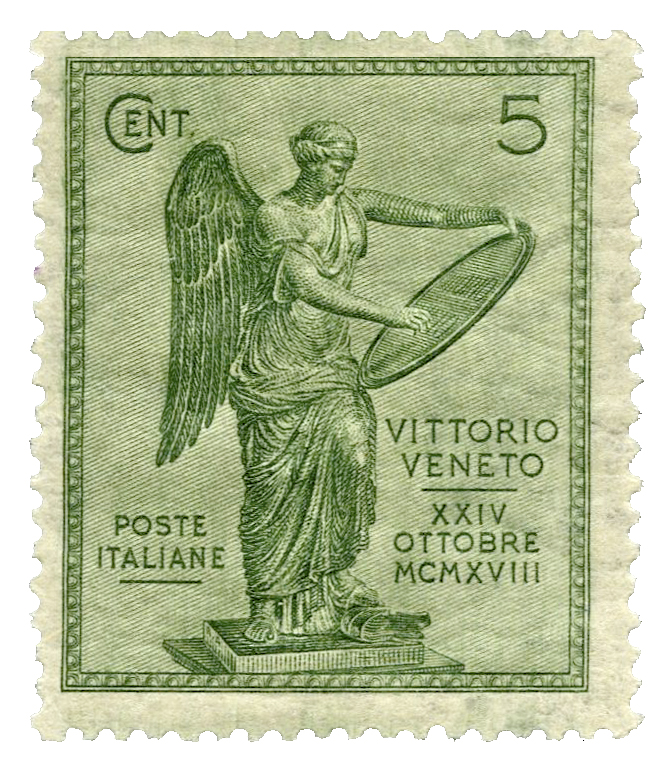
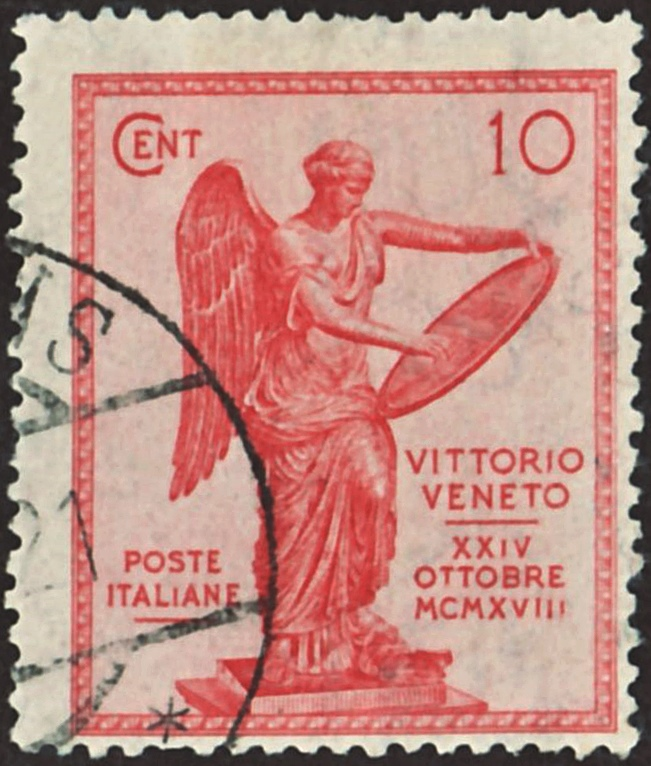
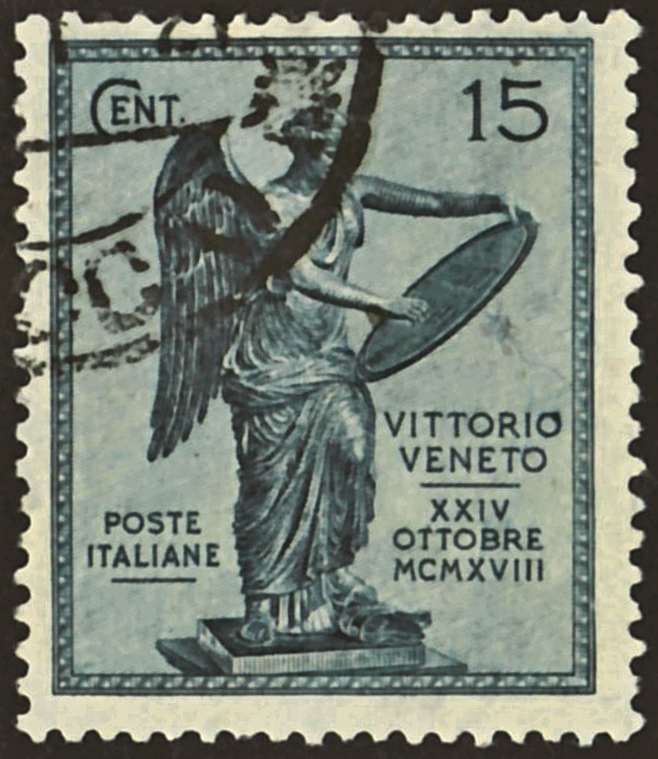
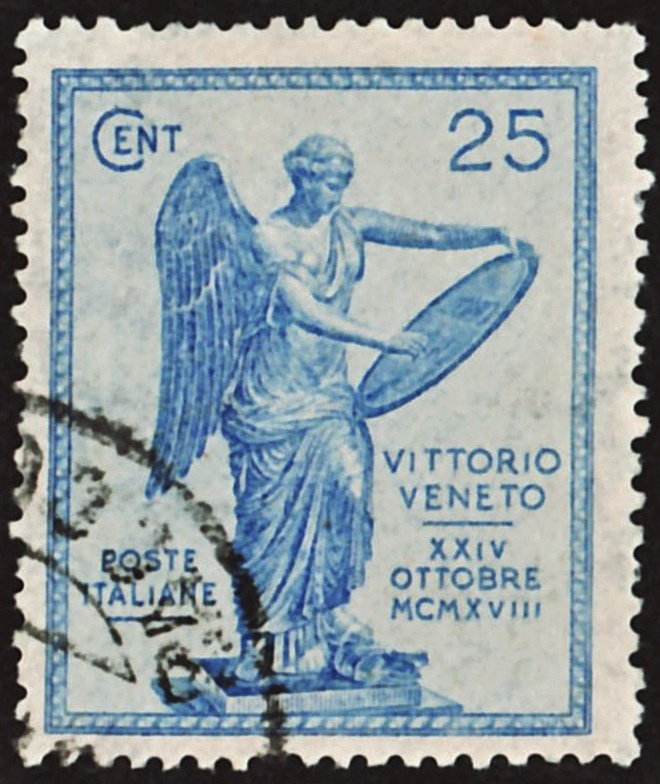

In occasione del restauro, il 21 novembre 2020 il Ministero dello sviluppo economico ha emesso un nuovo francobollo, stampato dall'Istituto Poligrafico e Zecca dello Stato, che rappresenta la statua in grafica stilizzata ad opera di Paolo Tassinari.

### Immagine civica
In occasione del "Primo Circuito Aereo Internazionale", ovverosia la prima manifestazione aviatoria italiana, svoltasi dall'8 al 20 settembre 1909 tra Montichiari e Ghedi, la Vittoria alata di Brescia fu impiegata quale simbolo cittadino nelle produzioni informative e divulgative relative all'evento. Un esempio analogo fu l'impiego dell'immagine della statua nelle illustrazioni di promozione turistica della città di Brescia ad opera dell'ente nazionale industrie turistiche (ENIT).

### Letteratura
Antoine-Claude Pasquin Valéry le dedica un capitolo nella sua opera Voyages historiques et littéraire en Italie.
Giosuè Carducci la cantò nell'ode alcaica Alla Vittoria, scritta nel maggio del 1877, inserita nelle Odi barbare, e suggerita da una duplice gita che il poeta fece a Brescia, la prima nell'estate 1871 assieme a Carolina Cristofori, la seconda nell'ottobre 1876.
Gabriele D'Annunzio fu ossequiosamente affascinato dalla Vittoria e la celebrò diffusamente nel corso della sua esistenza: la si trova nel sonetto dedicato a Brescia, raccolto in Elettra, secondo libro delle Laudi, e gli fu d'ispirazione, tanto da rappresentarla, per il romanzo Forse che sì forse che no.
La rivista Topolino le ha dedicato una storia a fumetti all'interno dell'albo numero 3391.

### Numismatica
Un particolare del volto della statua è raffigurato sul rovescio della prima moneta della collezione numismatica della Repubblica italiana 2023, emessa il 20 febbraio 2023 e dedicata alle città di Bergamo e Brescia in quanto capitali italiane della cultura per il 2023.

### Filmografia
- Il volo della Vittoria alata, Teletutto, 20 dicembre 2020.
- Vittoria Alata – Il ritorno di un simbolo, Sky Arte, 15 febbraio 2021.